# Dario Vidošić
Dario Vidošić (Osijek, 8 maart 1987) is een Kroatisch-Australisch betaald voetballer die bij voorkeur als aanvallende middenvelder speelt. Hij speelt sinds september 2015 bij Western Sydney Wanderers. In juni 2009 debuteerde hij in het Australisch voetbalelftal.

## Clubcarrière
Vidošić verhuisde in 1988 met zijn familie van Kroatië naar Australië om zich te vestigen in Brisbane. Hij speelde in het seizoen 2006/2007 met Queensland Roar in de A-League. In 2007 werd Vidošić gecontracteerd door 1. FC Nürnberg, waar ook zijn landgenoten Joshua Kennedy, Michael Beauchamp en Matthew Špiranović destijds onder contract stonden. In augustus 2013 verkocht Adelaide United Vidošić aan de Zwitserse voetbalclub FC Sion. Vidošić debuteerde voor de Zwitserse voetbalclub op 31 augustus tegen FC Aarau, waar FC Sion won met 1–0.

## Interlandcarrière
Vidošić speelde op 17 juni 2009 tegen Japan zijn eerste interland voor het Australisch voetbalelftal door in de laatste minuten van de wedstrijd in te vallen voor Tim Cahill. Vier minuten voor het einde van de reguliere speeltijd verving hij de speler die beide Australische doelpunten had gemaakt in de 2–1 overwinning. Bondscoach Pim Verbeek nam hem een jaar later mee naar het Wereldkampioenschap voetbal 2010 in Zuid-Afrika. Hij kwam daar echter niet in actie. In voorbereiding op het Wereldkampioenschap voetbal 2014 was Vidošić actief in zowel het kwalificatietoernooi als in vriendschappelijke interlands.
| Interlands van Dario Vidošić voor Australië | Interlands van Dario Vidošić voor Australië | Interlands van Dario Vidošić voor Australië | Interlands van Dario Vidošić voor Australië | Interlands van Dario Vidošić voor Australië | Interlands van Dario Vidošić voor Australië | Interlands van Dario Vidošić voor Australië |
| №                                           | Datum                                       | Wedstrijd                                   | Uitslag                                     | Soort wedstrijd                             | Doelpunten                                  |                                             |
| Als speler bij 1. FC Nürnberg               | Als speler bij 1. FC Nürnberg               | Als speler bij 1. FC Nürnberg               | Als speler bij 1. FC Nürnberg               | Als speler bij 1. FC Nürnberg               | Als speler bij 1. FC Nürnberg               | Als speler bij 1. FC Nürnberg               |
| ------------------------------------------- | ------------------------------------------- | ------------------------------------------- | ------------------------------------------- | ------------------------------------------- | ------------------------------------------- | ------------------------------------------- |
| 1.                                          | 7 juni 2009                                 | Australië – Japan                           | 2 – 1                                       | Kwalificatie WK 2010                        | 0                                           |                                             |
| 2.                                          | 10 oktober 2009                             | Australië – Nederland                       | 0 – 0                                       | Vriendschappelijk                           | 0                                           |                                             |
| 3.                                          | 14 oktober 2009                             | Australië – Oman                            | 1 – 0                                       | Kwalificatie Azië Cup 2011                  | 0                                           |                                             |
| 4.                                          | 6 januari 2010                              | Koeweit – Australië                         | 2 – 2                                       | Kwalificatie Azië Cup 2011                  | 0                                           |                                             |
| 5.                                          | 24 mei 2010                                 | Australië – Nieuw-Zeeland                   | 2 – 1                                       | Vriendschappelijk                           | 1                                           |                                             |
| 6.                                          | 1 juni 2010                                 | Australië – Denemarken                      | 1 – 0                                       | Vriendschappelijk                           | 0                                           |                                             |
| 7.                                          | 5 juni 2010                                 | Verenigde Staten – Australië                | 3 – 1                                       | Vriendschappelijk                           | 0                                           |                                             |
| 8.                                          | 11 augustus 2010                            | Slovenië – Australië                        | 2 – 0                                       | Vriendschappelijk                           | 0                                           |                                             |
| 9.                                          | 3 september 2010                            | Zwitserland – Australië                     | 0 – 0                                       | Vriendschappelijk                           | 0                                           |                                             |
| 10.                                         | 7 september 2010                            | Polen – Australië                           | 1 – 2                                       | Vriendschappelijk                           | 0                                           |                                             |
| 11.                                         | 9 oktober 2010                              | Australië – Paraguay                        | 1 – 0                                       | Vriendschappelijk                           | 0                                           |                                             |
| 12.                                         | 17 november 2010                            | Egypte – Australië                          | 3 – 0                                       | Vriendschappelijk                           | 0                                           |                                             |
| 13.                                         | 5 juni 2011                                 | Australië – Nieuw-Zeeland                   | 3 – 0                                       | Vriendschappelijk                           | 0                                           |                                             |
| 14.                                         | 7 juni 2011                                 | Australië – Servië                          | 0 – 0                                       | Vriendschappelijk                           | 0                                           |                                             |
| Als speler bij Adelaide United              |                                             |                                             |                                             |                                             |                                             |                                             |
| 15.                                         | 4 juni 2013                                 | Japan – Australië                           | 1 – 1                                       | Kwalificatie WK 2014                        | 0                                           |                                             |
| 16.                                         | 11 juni 2013                                | Australië – Jordanië                        | 4 – 0                                       | Kwalificatie WK 2014                        | 0                                           |                                             |
| 17.                                         | 20 juli 2013                                | Zuid-Korea – Australië                      | 0 – 0                                       | Vriendschappelijk                           | 0                                           |                                             |
| 18.                                         | 25 juli 2013                                | Japan – Australië                           | 3 – 2                                       | Vriendschappelijk                           | 0                                           |                                             |
| Als speler bij FC Sion                      |                                             |                                             |                                             |                                             |                                             |                                             |
| 19.                                         | 15 oktober 2013                             | Canada – Australië                          | 0 – 3                                       | Vriendschappelijk                           | 1                                           |                                             |
| 20.                                         | 19 november 2013                            | Australië – Costa Rica                      | 1 – 0                                       | Vriendschappelijk                           | 0                                           |                                             |
| 21.                                         | 5 maart 2014                                | Australië – Ecuador                         | 3 – 4                                       | Vriendschappelijk                           | 0                                           |                                             |

Bijgewerkt t/m 24 maart 2013.

## Statistieken
| Seizoen | Club                       | Competitie              | Wedstrijden | Doelpunten |
| ------- | -------------------------- | ----------------------- | ----------- | ---------- |
| 2006/07 | Brisbane Roar FC           | A-League                | 17          | 5          |
| 2007/08 | 1. FC Nürnberg             | Bundesliga              | 4           | 0          |
| 2008/09 | 1. FC Nürnberg             | 2. Bundesliga           | 11          | 3          |
| 2009/10 | 1. FC Nürnberg             | Bundesliga              | 9           | 0          |
| 2009/10 | → MSV Duisburg (huur)      | 2. Bundesliga           | 12          | 1          |
| 2010/11 | 1. FC Nürnberg             | Bundesliga              | 5           | 0          |
| 2010/11 | → Arminia Bielefeld (huur) | 2. Bundesliga           | 15          | 1          |
| 2011/12 | Adelaide United            | A-League                | 25          | 5          |
| 2012/13 | Adelaide United            | A-League                | 26          | 10         |
| 2013/14 | FC Sion                    | Raiffeisen Super League | 29          | 6          |
| 2014/15 | FC Sion                    | Raiffeisen Super League | 17          | 2          |
| 2015/16 | FC Sion                    | Raiffeisen Super League | 0           | 0          |
| 2015/16 | Western Sydney Wanderers   | A-League                | 28          | 4          |
| 2016    | Liaoning FC                | Chinese Super League    | 13          | 2          |
| 2017    | Seongnam FC                | K League 2              | 7           | 0          |
| 2017/18 | Wellington Phoenix FC      | A-League                | 10          | 4          |
| 2017/18 | Melbourne City FC          | A-League                | 16          | 5          |
| Totaal  | Totaal                     | Totaal                  | 244         | 48         |